# Бішоп-Гілл (Іллінойс)
Бішоп-Гілл (англ. Bishop Hill) — селище (англ. village) в США, в окрузі Генрі штату Іллінойс. Населення — 113 особи (2020).

## Географія
Бішоп-Гілл розташований за координатами 41°11′58″ пн. ш. 90°7′3″ зх. д. / 41.19944° пн. ш. 90.11750° зх. д. (41.199461, -90.117460).  За даними Бюро перепису населення США в 2010 році селище мало площу 1,38 км², уся площа — суходіл.

## Демографія
Згідно з переписом 2010 року, у селищі мешкало 128 осіб у 61 домогосподарстві у складі 37 родин. Густота населення становила 92 особи/км².  Було 65 помешкань (47/км²).
Расовий склад населення:
| - 100,0 % — білих |

До двох чи більше рас належало 0,0 %. Частка іспаномовних становила 0,0 % від усіх жителів.
За віковим діапазоном населення розподілялося таким чином: 12,5 % — особи молодші 18 років, 59,4 % — особи у віці 18—64 років, 28,1 % — особи у віці 65 років та старші. Медіана віку мешканця становила 55,0 року. На 100 осіб жіночої статі у селищі припадало 88,2 чоловіків;  на 100 жінок у віці від 18 років та старших — 86,7 чоловіків також старших 18 років.
Середній дохід на одне домашнє господарство  становив 59 465 доларів США (медіана — 47 344), а середній дохід на одну сім'ю — 74 836 доларів (медіана — 63 750). Медіана доходів становила 46 250 доларів для чоловіків та 31 750 доларів для жінок. За межею бідності перебувало 10,3 % осіб, у тому числі 0,0 % дітей у віці до 18 років та 0,0 % осіб у віці 65 років та старших.
Цивільне працевлаштоване населення становило 77 осіб. Основні галузі зайнятості: виробництво — 31,2 %, роздрібна торгівля — 13,0 %, будівництво — 13,0 %.